# 道の駅熊野きのくに
道の駅熊野きのくに（みちのえき くまのきのくに）は、三重県熊野市飛鳥町大又にある国道42号の道の駅。

## 概要
2013年（平成25年）に熊野尾鷲道路が延伸したのち利用客が激減し、2015年（平成27年）10月23日に物産館が閉店し 、休止中だったが、2019年（平成31年）より土日祝日のみ営業の形で再開した。

## 施設
- 駐車場
  - 普通車：17台
  - 大型車：3台
  - 身障者用：1台
- トイレ（いずれも24時間利用可能）
  - 男：大 2器、小 2器
  - 女：3器
  - 身障者用：1器
- 乳幼児用設備
- 公衆電話
- 道の駅SPOT（無料公衆無線LAN）
- 土産物販売（土日祝日の10:00 - 13:00、14:00 - 16:00）

## 休館日
- 平日

## 周辺
- 獅子岩（車で約25分）
- 大泊海水浴場（車で約20分）

## アクセス
- 国道42号 - 登録路線
- E42 熊野尾鷲道路
  - 熊野大泊ICを尾鷲方面へ約20分
  - 熊野新鹿ICを尾鷲方面へ約15分